# Шахта «Холодна балка»
ДВАТ Шахта «Холодна балка». Входить до ВАТ ДХК «Макіїввугілля». Знаходиться в шахтному селищі Холодна Балка Гірницького району міста Макіївка.

## Опис
Стала до ладу у 1957 р. з виробничою потужністю 450 тис.т вугілля на рік.
Фактичний видобуток 1660/1694 т/добу (1990/1999). У 2003 р. видобуто 511 тис.т вугілля.
Максимальна глибина 760 м (2000).
Шахтне поле розкрите 4 вертикальними і 4 похилими стволами.
Протяжність підземних виробок 83 км (1999).
У 1999 р. розроблялися пласти k1, h10в, потужністю 0,91 м, кут падіння 3-4°.
Пласт hв
10 небезпечний щодо раптових викидів вугілля і газу (з глибини 750 м), небезпечний за вибухом вугільного пилу.
Кількість очисних вибоїв 14/3 (1990/1999), підготовчих 28/17 (1990/1999).
Кількість працюючих: 5499/3228 осіб, в тому числі підземних 3178/2126 осіб (1990/1999).
Адреса: 86154, м. Макіївка, Донецької обл.

## Вибух 2014 р
- Вибух стався увечері 3.09.2014 р. Загинуло 3 шахтаря, один поранений. Всього в шахті під час вибуху працювало 137 гірника, на аварійній дільниці — 25.[1]